# Maison Charlier (Charleroi)
La maison Charlier est une habitation unifamiliale située à Montignies-sur-Sambre, section de la ville belge de Charleroi (Belgique). Il a été construit en 1924 par les architectes Marcel Depelsenaire et Jules Laurent pour M. Charlier.

## Architecture

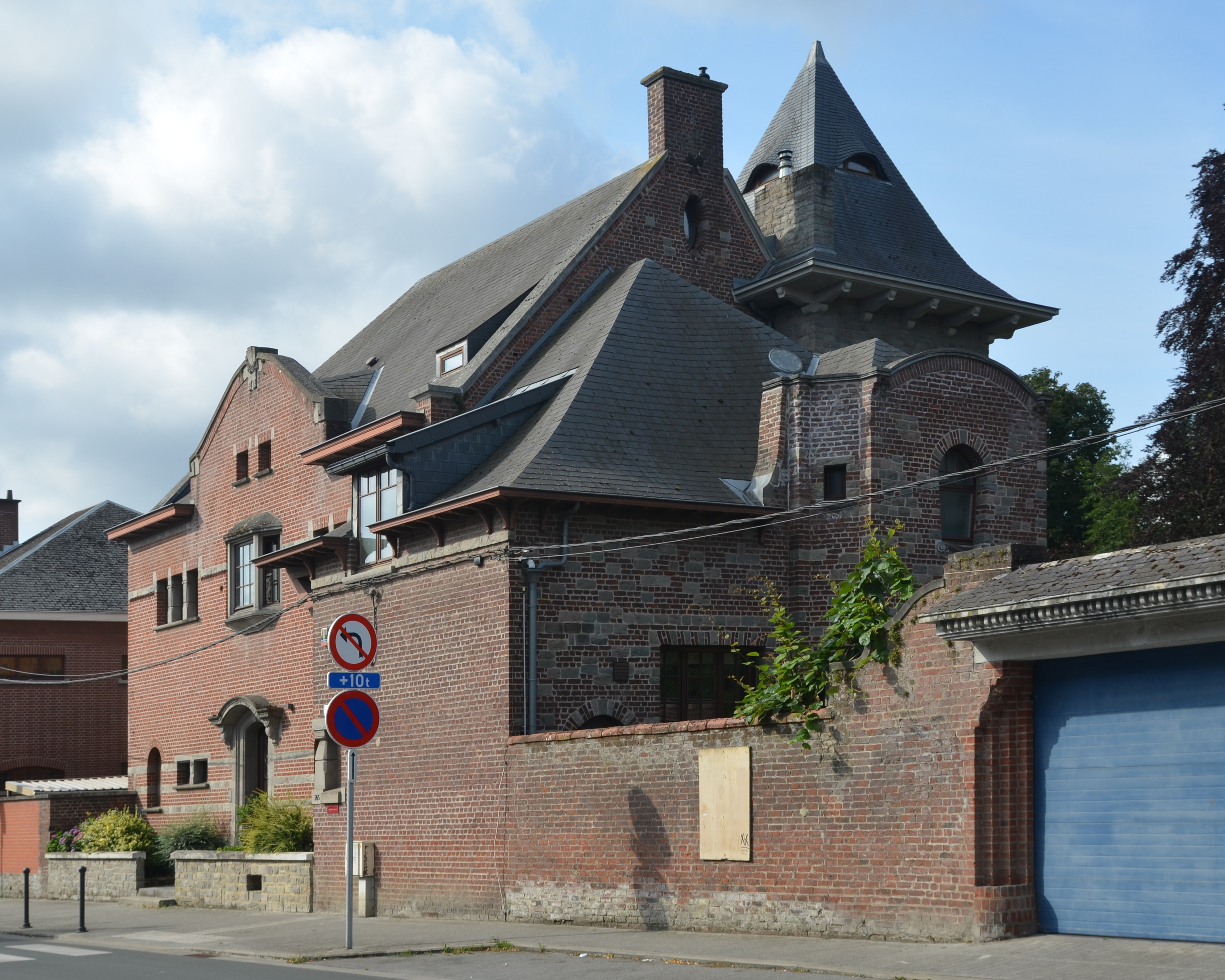
Vue latérale de la maison.

Ce bâtiment a été construit en 1924 par les architectes Marcel Depelsenaire et Jules Laurent. Dans son ensemble, il manifeste un style Art déco organique typique de l'architecte et reflète en même temps le statut aisé du commanditaire. La façade est animée par la brique rouge, développant des ornements en pierre qui entourent et caractérisent l'entrée. Sa principale contribution réside dans la décoration de l'intérieur. Les espaces intérieurs sont soigneusement conçus, du mobilier aux vitraux, développant une décoration figurative qui fait appel au savoir-faire des artisans. Cette organicité s'exprime également dans la conception du jardin, conçu comme un prolongement des espaces intérieurs.